# مايك أندرسون (لاعب كرة قاعدة)
مايك أندرسون (بالإنجليزية: Mike Anderson)‏ هو لاعب كرة قاعدة أمريكي، ولد في 30 يوليو 1966 في أوستن في الولايات المتحدة.

## وصلات خارجية
- مايك أندرسون على موقعبيزبول رفرنس.كوم (الدوري الرئيسي) (الإنجليزية)
- مايك أندرسون على موقعبيزبول رفرنس.كوم (الدوري الثانوي) (الإنجليزية)
- مايك أندرسون على موقع مشجعي الرسوم البيانية (الإنجليزية)